# Anna Ievréinova
Anna Mikhàilovna Ievréinova, rus: А́нна Миха́йловна Евре́инова, també coneguda com a Johanna von Evreinov (Sant Petersburg, 1844-1919), va ser una escriptora, advocada i editora literària feminista russa. Va estudiar a la universitat de Leipzig i es va convertir en la primera dona russa que va obtenir un Juris Doctor, a més de ser també la primera dona que el va obtenir en una universitat alemanya.

## Biografia
Anna Ievréinova era la filla del gerent del Palau Peterhof, el tinent general Mikhaïl Ievréinov. La seva família va tractar de casar-la contra la seva voluntat, fet que la va portar a cometre un intent de suïcidi.
Durant aquella època va rebre un carta de la matemàtica russa Sófia Kovalévskaia, qui li va proposar que s'inscrigués en una universitat alemanya. Com que la seva família s'oposava al seu desplaçament, Ievréinova no va poder aconseguir el passaport rus i va haver de travessar la frontera de manera il·legal, travessant pantans amb sabates de llana. Va obtenir el títol de Juris Doctor el 21 de febrer de 1873. El títol de la seva tesi era Les obligacions de les nacions neutrals cap a les nacions en guerra.
Va intercanviar correspondència amb diferents escriptors, entre els quals Anton Txékhov. L'any 1885 va fundar la revista literària Severny Vestnik, de la qual era redactora en cap i propietària durant els primers cinc anys.La seva amant i companya, Maria Feodorova, també col·laborava en l'edició de la revista.